# Arenaria pseudofrigida
Arenaria pseudofrigida là loài thực vật có hoa thuộc họ Cẩm chướng. Loài này được (Ostenf. & O.C.Dahl) Steffen mô tả khoa học đầu tiên năm 1937.